# Æthelberht (roi du Wessex)
Vous lisez un « bon article » labellisé en 2019.
Pour les articles homonymes, voir Ethelbert.
Æthelberht est roi du Wessex de 860 à sa mort, en 865.
Il est le troisième fils du roi Æthelwulf. Sa date de naissance est inconnue, mais il commence à apparaître sur les chartes de son père en 854. L'année suivante, Æthelwulf se rend en pèlerinage à Rome. Il confie la régence du Wessex proprement dit à Æthelbald, l'aîné de ses fils survivants, tandis qu'Æthelberht reçoit la garde des régions du sud-est de l'Angleterre (Kent, Sussex, Surrey et Essex) conquises par la maison de Wessex au début du IXe siècle. Il est possible qu'il ait rendu ces régions à son père à son retour de Rome, en 856.
Après la mort d'Æthelwulf, en 858, Æthelberht redevient (ou reste) souverain du sud-est de l'Angleterre. Son frère aîné Æthelbald, qui est devenu roi du Wessex, meurt deux ans plus tard. Æthelberht réunit alors l'intégralité des possessions de la maison de Wessex sous son autorité, mettant fin à la pratique consistant à confier le sud-est à un cadet de la maison royale. Les seuls événements connus de son bref règne sont deux raids vikings en 860 et 864. À sa mort, à l'automne 865, il est inhumé auprès d'Æthelbald en l'abbaye de Sherborne, dans le Dorset. Son frère cadet Æthelred lui succède. 

## Contexte
En 802, le grand-père d'Æthelberht, Ecgberht, monte sur le trône du Wessex. Ce lointain descendant de Cerdic, fondateur légendaire de la lignée royale du Wessex, devient le premier souverain en plus d'un siècle à léguer le royaume à son fils à sa mort,,. L'Angleterre est à cette époque presque entièrement contrôlée par les différents royaumes anglo-saxons, dont le plus puissant est celui de Mercie, basé dans les Midlands, jusqu'en 825. Cette année-là, Ecgberht inflige une défaite décisive au roi Beornwulf de Mercie à la bataille d'Ellendun, qui marque la fin de la suprématie mercienne sur le sud de l'Angleterre. Les anciens royaumes du sud-est de l'île (Kent, Essex, Surrey et Sussex) passent ainsi sous l'autorité d'Ecgberht, qui les confie à son fils Æthelwulf. Le Wessex proprement dit et les régions du sud-est restent deux entités distinctes, même si Æthelwulf occupe une position subalterne vis-à-vis de son père.
Les années 830 sont marquées par les raids vikings sur les côtes anglaises. L'île de Sheppey est ravagée en 835, et l'année suivante, Ecgberht subit une défaite contre les Vikings à Carhampton, dans le Somerset. Il remporte une bataille contre les Vikings alliés aux Corniques en 838 à Hingston Down, réduisant les Cornouailles au statut de royaume client,. À sa mort, en 839, son fils Æthelwulf devient roi du Wessex et laisse le sous-royaume du sud-est à son fils aîné Æthelstan. En 843, Carhampton est à nouveau le théâtre d'une défaite contre les Vikings, mais Æthelstan parvient à vaincre une flotte danoise au large de Sandwich en 850. L'année suivante, Æthelwulf et son deuxième fils Æthelbald remportent la bataille d'Aclea (lieu non identifié) sur les Vikings.

Le Wessex sous le règne d'Æthelberht.

## Biographie

### Origines
Æthelberht est le troisième des cinq fils du roi Æthelwulf. La seule épouse connue de celui-ci, Osburh, est généralement considérée comme la mère de tous ses enfants, mais certains historiens estiment que seuls les deux derniers, Æthelred et Alfred, sont ses fils, car ils sont beaucoup plus jeunes que les trois aînés, qui seraient dans ce cas le fruit d'un premier mariage d'Æthelwulf inconnu par ailleurs,. Le fils aîné d'Æthelwulf, Æthelstan, meurt avant son père, au début des années 850, mais les quatre autres survivent et se succèdent sur le trône du Wessex : Æthelbald de 855 à 860, Æthelberht de 860 à 865, Æthelred de 865 à 871 et Alfred de 871 à 899. Æthelwulf a également une fille, Æthelswith, qui épouse le roi Burgred de Mercie en 853.
La première apparition d'Æthelberht dans les sources remonte à 854, lorsqu'il apparaît dans la liste de témoins d'une charte. L'année suivante, son père se rend en pèlerinage à Rome et répartit ses domaines entre ses deux fils aînés, confiant le Wessex proprement dit à Æthelbald et les royaumes du sud-est de l'Angleterre (Kent, Essex, Sussex et Surrey) à Æthelberht. Son intention semble avoir été que ce partage soit permanent s'il devait ne jamais rentrer de pèlerinage. Ainsi, alors qu'il ne portait que le titre d'ealdorman (dux) en 854, c'est en tant que roi (rex) qu'Æthelberht figure sur les chartes de 855,.

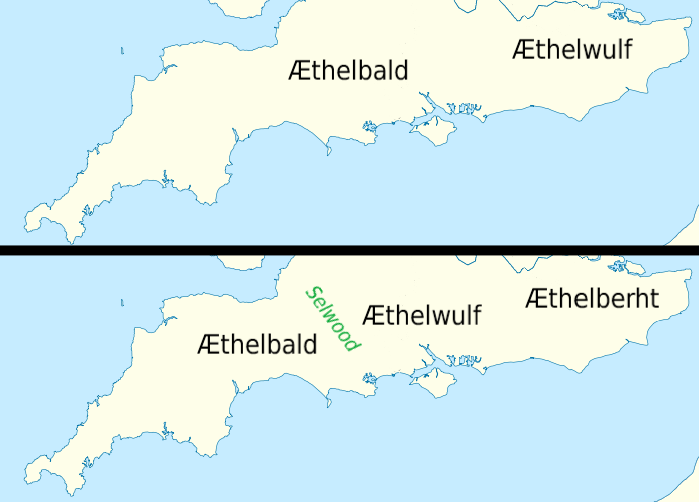
Deux interprétations possibles du partage du Wessex au retour d'Æthelwulf.

Æthelwulf rentre en Angleterre en 856 avec une nouvelle femme, Judith, fille du roi carolingien Charles le Chauve. Il est confronté à la rébellion d'Æthelbald, qui refuse de lui rendre le trône du Wessex et bénéficie du soutien de l'évêque de Sherborne Eahlstan et de l'ealdorman du Somerset Eanwulf. Afin d'éviter une guerre civile, Æthelwulf accepte de partager le pouvoir avec son fils aîné. D'après Asser, Æthelwulf conserve pour lui « les districts orientaux », mais les modalités exactes de cette répartition ne sont pas certaines. Pour Simon Keynes et Richard Abels, Æthelbald conserve le Wessex et Æthelberht rend à son père les royaumes du sud-est,, mais D. P. Kirby considère que le partage entre père et fils ne concerne que le Wessex à proprement parler, Æthelbald régnant à l'ouest de la forêt de Selwood et Æthelwulf à l'est.
À la fin de sa vie, Æthelwulf confirme son intention de partager les domaines de la maison de Wessex entre ses deux fils, le Wessex pour Æthelbald et les royaumes du sud-est à Æthelberht. Ces dispositions sont respectées à sa mort, survenue le 13 janvier 858 : Æthelbald reste (ou redevient) roi du Wessex tout entier, tandis qu'Æthelberht récupère (ou reste) à la tête du sud-est. Bien qu'Æthelbald se soit attiré les foudres d'Asser pour s'être révolté contre son père et pour avoir épousé sa veuve, Æthelberht semble avoir été en bons termes avec lui, à en juger par les quelques chartes qui subsistent du bref règne d'Æthelbald. En 858, celui-ci émet une charte (S 1274) qui concerne un domaine situé dans le Surrey, une région relevant de l'autorité de son frère. Deux ans plus tard, celui-ci figure dans la liste des témoins d'une autre charte (S 326) d'Æthelbald,.
Une charte kentique de 858 (S 328) laisse supposer qu'Æthelberht procède à un renouvellement important de ses vassaux. En effet, parmi les vingt-et-un thegns de la liste de témoins, quatorze ne sont jamais apparus sur une charte de son père. L'un d'eux est Eastmund, nommé par la suite ealdorman du Kent par Æthelberht. Il s'agit également d'une charte significative pour la définition des obligations associées au folcland (un type de terrain dont la transmission est définie par la coutume non-écrite, par opposition au bocland qui se transmet par testament écrit). S 328 indique clairement que le roi a le droit de percevoir une rente en nourriture et d'exiger les services traditionnels des propriétaires de folcland,,.

### Règne

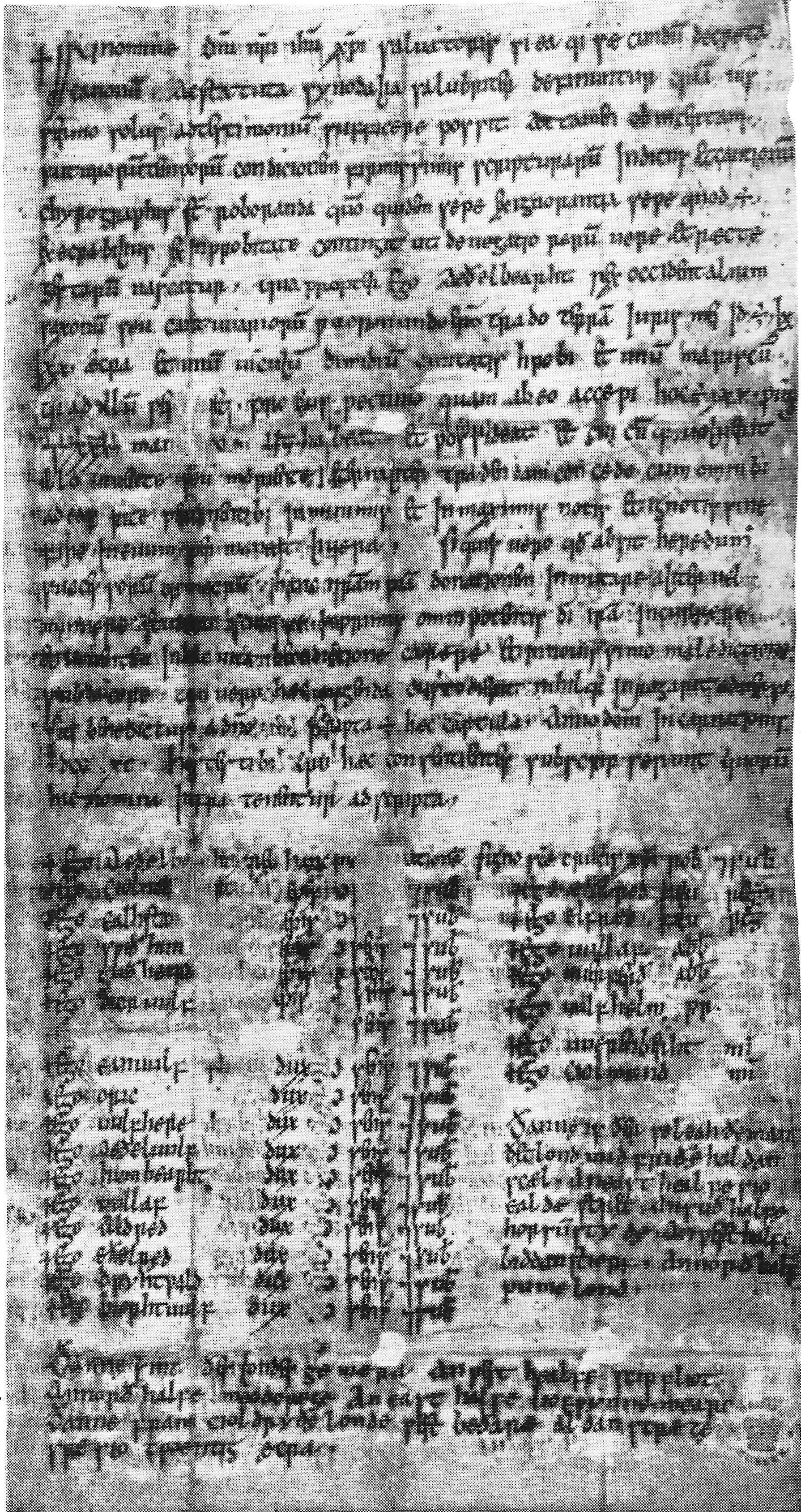
La charte S 327.

La séparation du Wessex et des royaumes du sud-est prend fin à la mort d'Æthelbald, en 860. Il ne laisse pas d'enfants et Æthelberht lui succède comme seul roi de tous les domaines de la maison de Wessex. Contrairement à son père et à son grand-père, il ne nomme personne à la tête des royaumes du sud-est. Æthelred et Alfred sont écartés de la succession en raison de leur jeune âge et de la menace viking qui pèse sur l'Angleterre,,. Le resserrement de l'union entre le Wessex et les autres royaumes est perceptible dans une charte de la première année du règne d'Æthelberht qui enregistre une donation à l'évêque de Rochester (S 327). Elle concerne des terres situées dans le Kent, ce qui explique la présence de l'archevêque de Cantorbéry Ceolnoth et d'ealdormen de cette région dans la liste des témoins, mais elle est également contresignée par des évêques et des ealdormen du Wessex et du Sussex, ainsi que par l'évêque de Londres Deorwulf. C'est un document significatif : même si les chartes suivantes d'Æthelberht ne reproduisent pas la même diversité, c'est la première fois qu'une liste de témoins présente un tel mélange,. Selon Simon Keynes, « cette charte semble refléter une assemblée d'un type jamais vu jusqu'alors, un type qui reflète en soi les nouveaux arrangements pour l'unification du Wessex et du sud-est ».
La Chronique anglo-saxonne affirme qu'Æthelberht règne « en bonne harmonie et en grande paix ». Il semble entretenir de bonnes relations avec ses frères cadets. Dans une charte de 861 (S 330), il offre des terres à l'abbaye Saint-Augustin de Cantorbéry en échange de la loyauté de l'abbé à son égard, mais aussi à celui d'Æthelred et Alfred. Selon certains historiens, les trois frères se seraient mis d'accord pour se succéder sur le trône. Deux chartes de 862 et 863 (S 335 et S 336) présentent des donations d'Æthelred en tant que roi des Ouest-Saxons, sans mention d'Æthelberht, ce qui pourrait indiquer que celui-ci a délégué une partie de son autorité à son frère cadet, peut-être durant une absence. Sur une autre charte de 863 (S 333) émise par Æthelberht, Æthelred apparaît comme simple filius regis, « fils de roi ».
Æthelberht exempte l'abbaye de Sherborne de toutes les obligations royales et judiciaires pour honorer les âmes de son père et de son frère aîné. Contrairement à la plupart des chartes, celle-ci n'est pas rédigée en latin, mais en vieil anglais. Ce choix pourrait refléter un usage accru de la langue vernaculaire dans les documents légaux, à moins qu'il ne reflète le déclin de l'apprentissage du latin en Angleterre dont Alfred se lamente après son arrivée au pouvoir, en 871,.
Le règne d'Æthelberht commence et s'achève sur des raids vikings. En 860, une armée venue de la baie de Somme traverse la Manche et pille la ville de Winchester avant d'être vaincue par les hommes du Hampshire et du Berkshire. Une autre armée viking s'installe sur l'île de Thanet, probablement à l'automne 864. Ils s'engagent à observer une trêve en échange d'un paiement, mais rompent leur promesse et ravagent la moitié orientale du Kent. Ces deux incursions ne constituent néanmoins que des escarmouches comparées à ce qui se produit après la mort d'Æthelberht, lorsqu'une grande armée viking parvient presque à conquérir toute l'Angleterre,.

### Monnaies

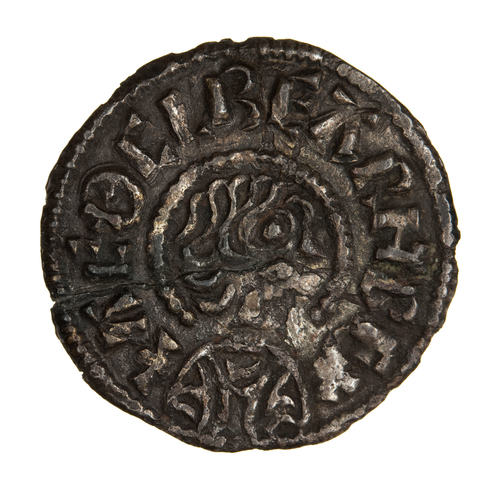
Un penny au nom d'Æthelberht frappé vers 862, peut-être à Cantorbéry.

Au IXe siècle, les seules pièces frappées dans le sud de l'Angleterre sont des pennies en argent. L'emplacement de l'atelier monétaire du Wessex n'est pas identifié, mais son activité est très réduite durant cette période, et aucune pièce frappée dans ce royaume sous le règne d'Æthelberht n'a été retrouvée. En revanche, le Kent comprend deux ateliers actifs, à Cantorbéry et à Rochester, qui frappent des pièces au nom d'Æthelwulf jusqu'en 858, puis à celui d'Æthelberht. L'absence de pièces d'Æthelbald dans cette séquence prouve qu'il n'exerce aucune autorité sur son frère cadet.
La qualité du dessin des pièces, sur le déclin depuis le début du IXe siècle, connaît un renouveau à partir du motif en croix inscrite (Inscribed Cross) de la fin du règne d'Æthelwulf qui se poursuit sous celui d'Æthelberht, avec notamment un dessin rare à la croix fleurie (Floreate Cross) vers 862,. Le nombre de monnayeurs augmente considérablement : ils sont cinquante à frapper des pièces à croix inscrite pour Æthelberht, contre seulement douze sous le règne d'Æthelwulf. Cette augmentation pourrait être due au démarrage d'une nouvelle série à la fin du règne d'Æthelwulf, qui aurait vu le rappel et la fonte des anciennes pièces afin de produire une nouvelle série monétaire. La valeur en argent des pièces à croix inscrite tombe sous la barre des 50 % (un penny de Cantorbéry n'en contient que 30 %), mais l'une des pièces à croix fleurie en contient 84 %, ce qui pourrait correspondre à une nouvelle série de meilleure qualité. Les dessins des différentes pièces sont de plus en plus standardisés, ce qui témoignent du contrôle accru de la royauté sur la production monétaire à cette époque,.

### Mort
Æthelberht meurt de causes inconnues à l'automne 865. Il est inhumé en l'abbaye de Sherborne, dans le Dorset, au côté de son frère aîné Æthelbald. L'antiquaire John Leland, qui visite l'abbaye en 1542, rapporte que les tombes des deux rois ont disparu avant cette date. Son frère cadet Æthelred lui succède sur le trône du Wessex.
Aucun enfant d'Æthelberht n'est connu. Il pourrait être le père d'un certain Oswald, qui apparaît sur deux chartes de 868 et une de 875 en tant que filius regis, « fils de roi, ».

## Postérité

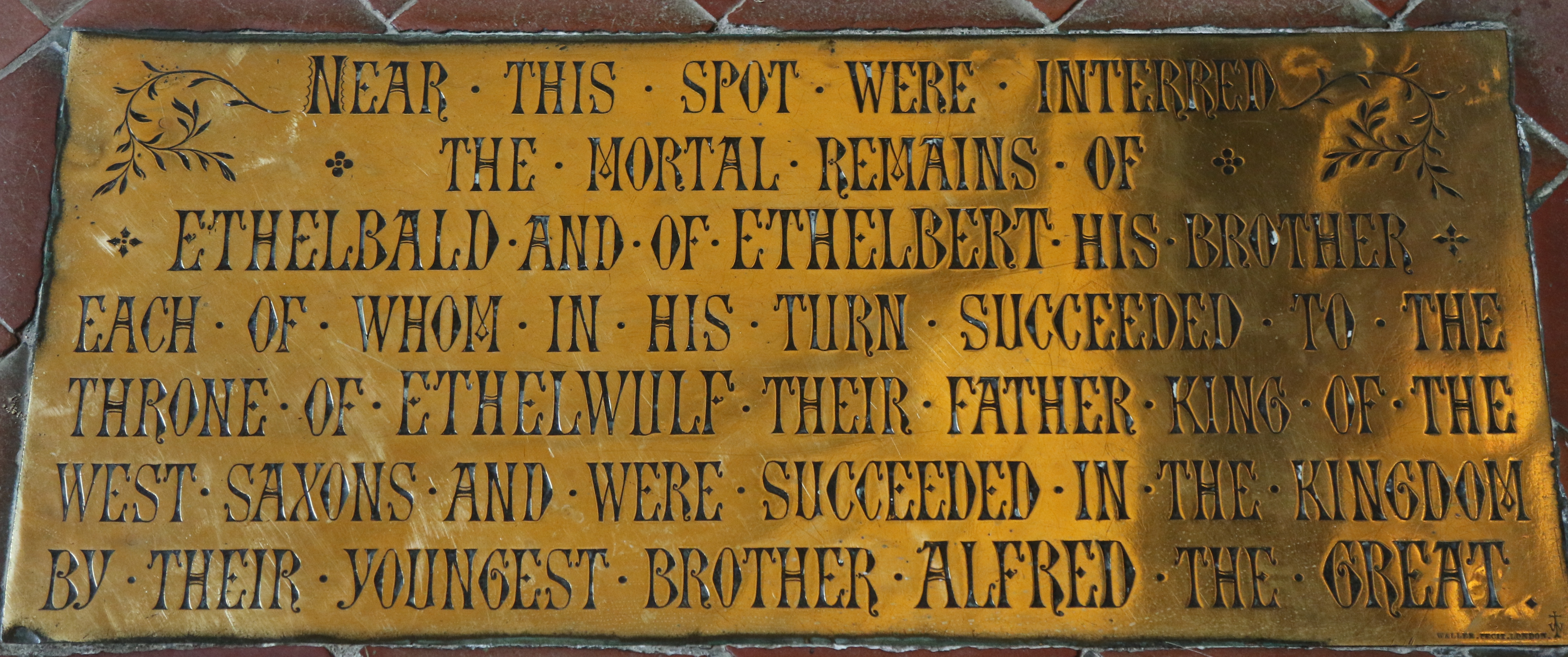
Plaque commémorative marquant les tombes d'Æthelbald et Æthelberht dans l'abbaye de Sherborne.

Asser, qui s'appuie principalement sur la Chronique anglo-saxonne pour relater les événements antérieurs à 887, conclut son récit du règne d'Æthelberht de cette façon :

« Ainsi donc Æthelberht, après avoir tenu le gouvernail du royaume pendant cinq années dans la paix, l'amitié et l'honneur, prit à la grande douleur des siens le chemin que tous empruntent ; il repose avec honneur à Sherborne, enterré auprès de son frère. »

Ce jugement est repris par les chroniqueurs postérieurs à la conquête normande de l'Angleterre. Jean de Worcester réutilise les mêmes mots qu'Asser, tandis que Guillaume de Malmesbury le décrit comme « un souverain vigoureux, mais bienveillant ». L'historien Alfred Smyth souligne que la Chronique anglo-saxonne, dont la rédaction débute sous Alfred le Grand, ne mentionne que deux événements survenus sous le règne d'Æthelberht, dont aucun n'implique personnellement le roi. Pour Smyth, cela reflète la volonté des chroniqueurs de rehausser le prestige d'Alfred en minimisant le rôle de ses frères et prédécesseurs sur le trône.

### Sources primaires
- (la) Asser (trad. du latin par Alban Gautier), Histoire du roi Alfred, Paris, Les Belles Lettres, 2013, 277 p. (ISBN 978-2-251-34063-0).
- (en) Alistair Campbell, Charters of Rochester, Oxford University Press, 1973 (ISBN 978-0-19-725936-8).
- (en) R. R. Darlington (éd.), P. McGurk (éd.) et Jennifer Bray (trad.), The Chronicle of John of Worcester, vol. 2, Oxford, Clarendon Press, 1995 (ISBN 978-0-19-822261-3).
- (en) Roger A. B. Mynors (éd.), Rodney M. Thomson (éd.) et Michael Winterbottom (éd.), William of Malmesbury : Gesta Regum Anglorum, The History of the English Kings, Oxford, Clarendon Press, 1998 (ISBN 978-0-19-820678-1).
- (en) Michael Swanton (trad.), The Anglo-Saxon Chronicle, Routledge, 1996, 363 p. (ISBN 0-415-92129-5, lire en ligne).

### Sources secondaires
- (en) Richard Abels, Alfred the Great : War, Kingship and Culture in Anglo-Saxon England, Longman, 1998 (ISBN 0-582-04047-7).
- (en) Richard Abels, « Royal Succession and the Growth of Political Stability in Ninth-Century Wessex », The Haskins Society Journal: Studies in Medieval History, Boydell & Brewer, vol. 12,‎ 2002, p. 83-97 (ISBN 1-84383-008-6).
- (en) T. M. Charles-Edwards, Wales and the Britons 350–1064, Oxford, Oxford University Press, 2013, 795 p. (ISBN 978-0-19-821731-2, lire en ligne).
- (en) David Dumville, « The Ætheling, a Study in Anglo-Saxon constitutional history », Anglo-Saxon England, vol. 8,‎ 1979.
- (en) Sarah Foot, Æthelstan : The First King of England, New Haven, Yale University Press, 2011, 283 p. (ISBN 978-0-300-12535-1, lire en ligne).
- (en) Philip Grierson et Mark Blackburn, Medieval European Coinage 1 : The Early Middle Ages (5th-10th centuries), Cambridge University Press, 2006 (1re éd. 1986), 704 p. (ISBN 0-521-03177-X, lire en ligne).
- (en) Richard Huscroft, Making England 796–1042, Abingdon, Routledge, 2019, 322 p. (ISBN 978-1-138-18246-2).
- (en) Simon Keynes, « The Control of Kent in the Ninth Century », Early Medieval Europe, vol. 2, no 2,‎ 1993, p. 111-131 (DOI 10.1111/j.1468-0254.1993.tb00013.x).
- (en) Simon Keynes, « The West Saxon Charters of King Æthelwulf and his sons », English Historical Review, vol. 109,‎ 1994, p. 1109-1149 (DOI 10.1093/ehr/cix.434.1109).
- (en) Simon Keynes, « King Alfred and the Mercians », dans Mark Blackburn et David Dumville (éd.), Currency and Alliances: History and Coinage of Southern England in the Ninth Century, The Boydell Press, 1998 (ISBN 0-85115-598-7), p. 1-45.
- (en) D. P. Kirby, The Earliest English Kings, Routledge, 2000, 258 p. (ISBN 0-415-24211-8, lire en ligne).
- (en) Sean Miller, « Æthelberht (d. 865) », dans Oxford Dictionary of National Biography, Oxford University Press, 2004 (lire en ligne ).
- (en) Rory Naismith, Money and Power in Anglo-Saxon England : The Southern English Kingdoms, 757–965, Cambridge University Press, 2012 (ISBN 978-1-107-66969-7).
- (en) Janet L. Nelson, « Æthelwulf (d. 858) », dans Oxford Dictionary of National Biography, Oxford University Press, 2004 (lire en ligne ).
- (en) Hugh Pagan, « Coinage in Southern England, 796-874 », dans M. A. S. Blackburn, Anglo-Saxon Monetary History, Leicester University Press, 1986 (ISBN 978-0-7185-1239-2), p. 45-65.
- (en) William Page, « Houses of Benedictine Monks: The Abbey of Sherborne », dans A History of the County of Dorset, vol. 2, Londres, Victoria County History, 1908 (OCLC 651964034, lire en ligne).
- (en) Alfred P. Smyth, King Alfred the Great, Oxford, Oxford University Press, 1995, 744 p. (ISBN 0-19-822989-5).
- (en) Pauline Stafford, Queen Emma and Queen Edith : Queenship and Women's Power in Eleventh-century England, Blackwell Publishers, 2001, 384 p. (ISBN 978-0-631-16679-5).
- (en) Frank M. Stenton, Anglo-Saxon England, Oxford, Clarendon Press, 1971, 765 p. (ISBN 0-19-821716-1).
- (en) Ann Williams, « Some Notes and Considerations Connected with the English Royal Succession, 860–1066 », dans Proceeding of the Battle Conference on Anglo-Norman Studies, vol. 1, 1979 (ISBN 978-0-85115-107-6), p. 144-233.
- (en) Barbara Yorke, Wessex in the Early Middle Ages, Leicester University Press, 1995, 367 p. (ISBN 0-7185-1856-X, lire en ligne).